# Orimarga plumbeithorax
Orimarga plumbeithorax är en tvåvingeart som beskrevs av Alexander 1955. Orimarga plumbeithorax ingår i släktet Orimarga och familjen småharkrankar.
Artens utbredningsområde är Madagaskar. Inga underarter finns listade i Catalogue of Life.